# André Breitenreiter
André Breitenreiter (Langenhagen, Alemania, 2 de octubre de 1973) es un exfutbolista y entrenador alemán. Actualmente está sin club.

## Trayectoria como jugador
Breitenreiter ocupaba la posición de delantero. Formado en las categorías inferiores del Hannover 96, con cuyo primer equipo debutó profesionalmente en 1991. También ganó una Copa de Alemania con este equipo al año siguiente. Se retiró en el 2010, siendo jugador del TSV Havelse. En total, marcó 28 goles en 144 partidos de la 1. Bundesliga y 14 tantos en 101 encuentros de la 2. Bundesliga.

## Trayectoria como entrenador
Inicios
Después de retirarse, Breitenreiter comenzó a trabajar como ojeador del FC Kaiserslautern. 
TSV Havelse
Su primera experiencia en los banquillos fue en 2011, dirigiendo al TSV Havelse. Con este equipo ganaría una Copa de la Baja Sajonia.
Paderborn 07
El 15 de mayo de 2013, firmó como nuevo técnico del SC Paderborn 07. Durante su primera temporada, logró el ascenso a la 1. Bundesliga por primera vez en la historia del club. En la temporada 2014-15, a pesar de comenzar invicto con 2 victorias y 2 empates y llegar a liderar el campeonato, se vino abajo en la segunda vuelta y terminó descendiendo en la última jornada.
Schalke 04
El 12 de junio de 2015, se hizo oficial su contratación por el FC Schalke 04. Tuvo un inicio positivo al frente del conjunto de Gelsenkirchen, situándolo en la lucha por las posiciones de Champions en la primera parte de la Bundesliga, y terminó la primera vuelta como 6.º clasificado. El 14 de mayo de 2016, anunció que no continuaría en el equipo alemán la próxima temporada. Se despidió del banquillo del Veltins-Arena dejando al Schalke 04 como 5.º clasificado de la Bundesliga, obteniendo así el acceso a la fase de grupos de la Liga Europa.
Hannover 96
El 20 de marzo de 2017, se confirmó su llegada al Hannover 96, sustituyendo a Daniel Stendel. Dirigió al equipo alemán en los 9 últimos partidos de la temporada, de los que ganó 6 y empató 3, logrando el ascenso a la 1. Bundesliga. Fue destituido el 27 de enero de 2019, tras encadenar 8 partidos sin ganar, dejando al Hannover 96 en la penúltima posición de la Bundesliga.
FC Zürich
Para la temporada 2021/22, Breitenreiter se hizo cargo de la formación del FC Zürich de Suiza como sucesor de Massimo Rizzo, firmó un contrato hasta el 30 de junio de 2023. En 2022, se proclamó campeón de la Superliga de Suiza, pero posteriormente, abandonó el club antes de agotar su contrato.
Hoffenheim
El 24 de mayo de 2022, firmó un contrato de 2 años como nuevo técnico del TSG 1899 Hoffenheim. Fue destituido el 6 de febrero de 2023, dos días después de perder por 2 a 5 contra el VfL Bochum, dejando al equipo de Sinsheim como 14.º clasificado tras 19 jornadas de la Bundesliga.
Huddersfield Town
El 16 de febrero de 2024, fue oficializado como entrenador del Huddersfield Town y firmó un contrato hasta junio de 2026.Luego de que el equipo descendiera a la League One, el club decidió rescindir su vínculo de común acuerdo el 11 de mayo del 2024.
Hannover 96
El 29 de diciembre de 2024, asumió al frente del Hannover 96 hasta el final de la temporada. El 23 de abril de 2025, cuatro jornadas antes del final de la temporada, el club rescindió su contrato de mutuo acuerdo.

## Clubes

### Como jugador
| Club               | País     | Año       | Partidos | Goles |
| ------------------ | -------- | --------- | -------- | ----- |
| Hannover 96        | Alemania | 1991-1994 | 72       | 10    |
| Hamburgo S.V.      | Alemania | 1994-1997 | 71       | 12    |
| VfL Wolfsburgo     | Alemania | 1998-1999 | 24       | 1     |
| SpVgg Unterhaching | Alemania | 1999-2002 | 78       | 18    |
| SC Langenhagen     | Alemania | 2002      | 14       | 3     |
| KSV Hessen Kassel  | Alemania | 2002-2003 | 13       | 8     |
| Holstein Kiel      | Alemania | 2003-2007 | 116      | 15    |
| BV Cloppenburg     | Alemania | 2007-2009 | 60       | 9     |
| TSV Havelse        | Alemania | 2009-2010 | 29       | 6     |

### Como entrenador
| Club                | País       | Año       | PJ  | PG  | PE | PP  | Rendimiento |
| ------------------- | ---------- | --------- | --- | --- | -- | --- | ----------- |
| TSV Havelse         | Alemania   | 2011-2013 | 86  | 42  | 18 | 26  | 55.82%      |
| SC Paderborn 07     | Alemania   | 2013-2015 | 71  | 26  | 18 | 27  | 45.07%      |
| Schalke 04          | Alemania   | 2015-2016 | 44  | 20  | 10 | 14  | 53.03%      |
| Hannover 96         | Alemania   | 2017-2019 | 66  | 20  | 17 | 29  | 38.89%      |
| FC Zürich           | Suiza      | 2021-2022 | 39  | 25  | 7  | 7   | 70.08%      |
| TSG 1899 Hoffenheim | Alemania   | 2022-2023 | 22  | 7   | 4  | 11  | 37.88%      |
| Huddersfield Town   | Inglaterra | 2024      | 13  | 2   | 5  | 6   | 28.2%       |
| Hannover 96         | Alemania   | 2024-2025 | 13  | 3   | 7  | 3   | 41.03%      |
| Total               | Total      | Total     | 354 | 144 | 89 | 121 | 49.06%      |

## Palmarés

### Como jugador

#### Campeonatos nacionales
| Título           | Club        | País     | Año     |
| ---------------- | ----------- | -------- | ------- |
| Copa de Alemania | Hannover 96 | Alemania | 1991-92 |

### Como entrenador

#### Campeonatos regionales
| Título               | Club        | País     | Año  |
| -------------------- | ----------- | -------- | ---- |
| Copa de Baja Sajonia | TSV Havelse | Alemania | 2012 |

#### Campeonatos nacionales
| Título             | Club      | País  | Año     |
| ------------------ | --------- | ----- | ------- |
| Superliga de Suiza | FC Zürich | Suiza | 2021-22 |